# Castirla
Castirla ist eine Gemeinde auf der französischen Mittelmeerinsel Korsika. Sie gehört zum Département Haute-Corse, zum Arrondissement Corte und zum Kanton Golo-Morosaglia. Die Nachbargemeinden sind  Castiglione im Norden und im Nordwesten, Omessa im Nordosten und Osten, Soveria im Südosten und Süden sowie Corscia im Südwesten und Westen.
Die Bergspitze des Monte Pinerole auf 1951 Metern über dem Meeresspiegel ist der höchste Punkt in der Gemeindegemarkung. Eine weitere Erhebung ist der 1641 m hohe Monte Agatu.

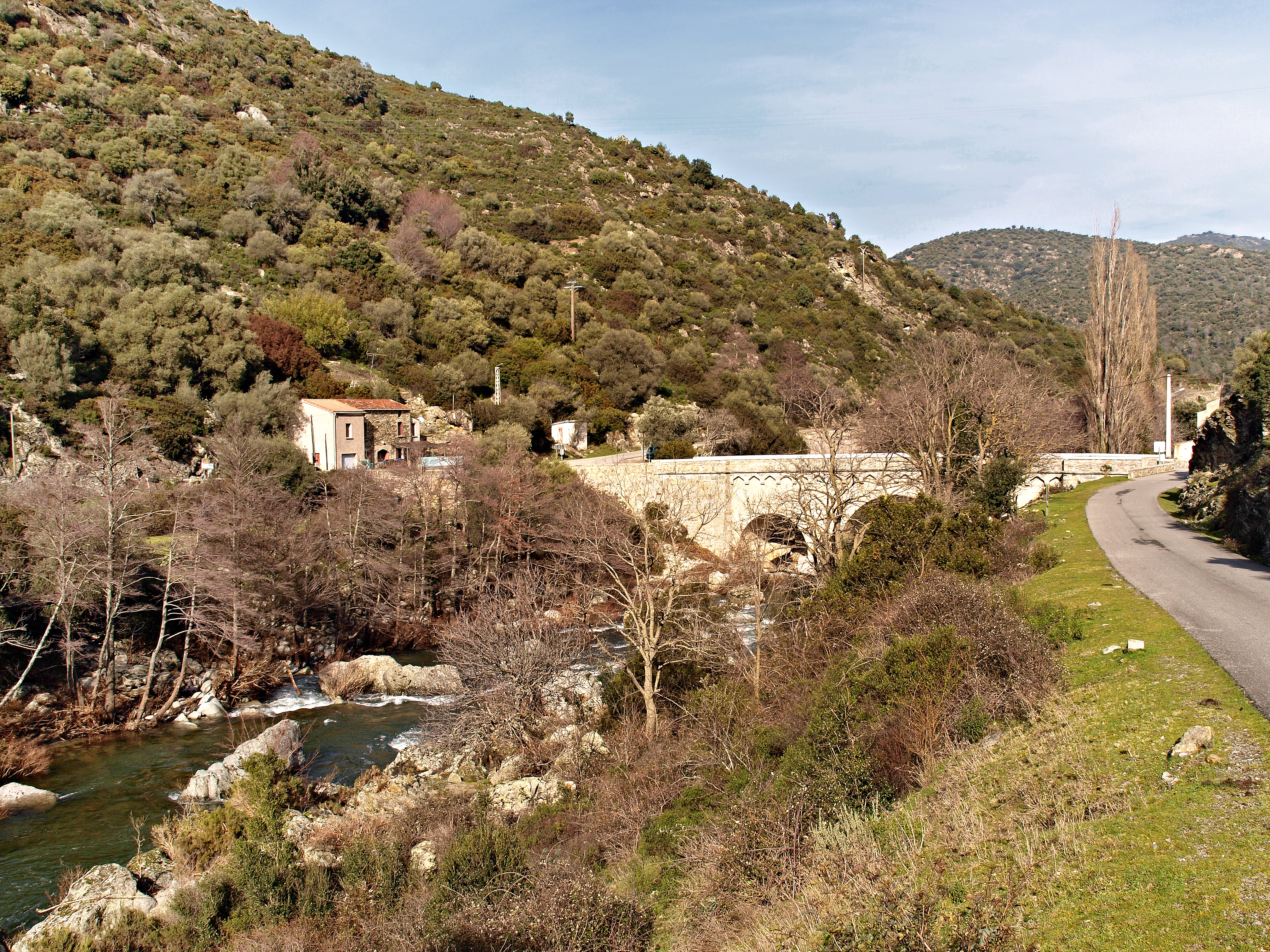
Brücke von Castirla über den Golo

## Bevölkerungsentwicklung
| Jahr      | 1962 | 1968 | 1975 | 1982 | 1990 | 1999 | 2006 | 2014 |
| --------- | ---- | ---- | ---- | ---- | ---- | ---- | ---- | ---- |
| Einwohner | 185  | 185  | 206  | 184  | 145  | 186  | 169  | 167  |